# انبعاثات الراديو الشمسية
انبعاثات الراديو الشمسية تشير إلى موجات الراديو التي تنتجها الشمس بشكل طبيعي، وبشكل أساسي من الطبقات السفلية والعليا من الغلاف الجوي الشمسي المسماة الغلاف اللوني والإكليل (الكورونا)، على التوالي. تنتج الشمس انبعاثات راديوية من خلال أربع آليات معروفة، تعمل كل منها بشكل أساسي عن طريق تحويل طاقة الإلكترونات المتحركة إلى إشعاع. آليات الانبعاث الأربعة هي الانبعاث الحراري الكبحي (الحر الحر) والانبعاث الجيرومغناطيسية وانبعاث البلازما وانبعاث الميزر الإلكتروني السيكلوتروني. تُعتبر أول آليتان غير متماسكتان، ما يعني أنهما ينتجان عن تجمع إشعاع متولد بشكل مستقل عن طريق العديد من الجسيمات الفردية. هذه الآليات هي المسؤولة في المقام الأول عن استمرار انبعاثات "الخلفية" المستمرة التي تتغير ببطء مع تطور هياكل الغلاف الجوي. العمليتان الأخيرتان هما آليتان متماسكتان، إذ يتم إنتاج الإشعاع بكفاءة عند مجموعة معينة من الترددات. يمكن للآليات المتماسكة إنتاج درجات حرارة ساطعة أكبر بكثير (شدة) وهي مسؤولة بشكل أساسي عن الانفجارات الإشعاعية الشديدة التي تسمى انفجارات الراديو الشمسية، والتي هي منتجات ثانوية لنفس العمليات التي تؤدي إلى أشكال أخرى من النشاط الشمسي مثل التوهجات الشمسية والانبعاثات الكتلية الإكليلية.

## تاريخ الرصد
وُصفت انبعاثات الراديو الشمسية لأول مرة في المؤلفات العلمية من قِبل جروت ريبر في عام 1944. كانت انبعاث لموجات صغرية (ميكروويف) من طبقة الغلاف اللوني بتردد 160 ميجاهرتز (بطول موجي يساوي متران). مع ذلك، يعود أول رصد معروف لعام 1942 أثناء الحرب العالمية الثانية من قبل مشغلي رادار بريطانيين اكتشفوا انفجار راديو شمسي شديد منخفض التردد؛ تم الحفاظ على سرية هذه المعلومات لاعتبارها مفيدةً في التهرب من رادار العدو، ولكنها وُصفت لاحقًا في مجلة علمية بعد الحرب. من أهم الاكتشافات التي توصل إليها علماء الفلك الراديوي الشمسي الأوائل مثل جوزيف باوسي أن الشمس تنتج انبعاثات راديوية أكثر بكثير مما هو متوقع من إشعاع الجسم الأسود القياسي. اقترح فيتالي جينزبورغ تفسيرًا لذلك في عام 1946 مفاده أن الانبعاثات الحرارية من الهالة، التي تصل درجة الحرارة فيها إلى مليون درجة، هي المسؤولة عن ذلك الاختلاف. سبق وأشارت عمليات الرصد الطيفي البصرية إلى درجات الحرارة المرتفعة بشكل غير عادي في الهالة، لكن الفكرة ظلت مثيرة للجدل حتى تم تأكيدها لاحقًا باستخدام البيانات الراديوية.
قبل عام 1950، أجريت عمليات الرصد بشكل أساسي باستخدام هوائيات سجلت شدة الشمس بأكملها عند تردد لاسلكي واحد. استخدم راصدون مثل روبي باين سكوت وبول وايلد عمليات رصد متزامنة عند ترددات عديدة ليكتشفوا أن أوقات بدء الانفجارات الراديوية تختلف باختلاف التردد، ما يشير إلى أن الانفجارات الراديوية كانت مرتبطةً بالاضطرابات التي تنتشر للخارج بعيدًا عن الشمس عبر طبقات مختلفة من البلازما بكثافات مختلفة. حفزت هذه النتائج تطوير مخططات الطيف الراديوي التي كانت قادرة على رصد الشمس باستمرار عبر مجموعة من الترددات. يُطلق على هذا النوع من الرصد اسم الطيف الديناميكي، وتعود الكثير من المصطلحات المستخدمة لوصف الانبعاثات الراديوية الشمسية إلى السمات التي رُصت في الأطياف الديناميكية، مثل تصنيف الانفجارات الراديوية الشمسية. تشمل مخططات الطيف الإشعاعي الشمسي المعاصرة البارزة شبكة المقراب الشمسي الراديوي وشبكة إس كاليستو وأداة ويفز على متن مركبة ويند الفضائية.
مع ذلك، لا تنتج مخططات الطيف الإشعاعي صورًا، وبالتالي لا يمكن استخدامها لتحديد المعالم مكانيًا. يزيد هذا من صعوبة تحديد مصادر الانبعاثات الراديوية الشمسية المحددة وكيف ترتبط بالميزات التي نراها في الأطوال الموجية الأخرى. يتطلب إنتاج صورة راديوية للشمس مقياس تداخل، والذي يشير في علم الفلك الراديوي إلى مصفوفة من العديد من التلسكوبات التي تعمل معًا كتلسكوب واحد لإنتاج صورة. هذه التقنية هي نوع فرعي من قياس التداخل يسمى تركيب الفتحة. ابتداءً من خمسينات القرن الماضي، تم تطوير عدد من مقاييس التداخل البسيطة التي يمكن أن توفر تتبعًا محدودًا للانفجارات الراديوية. شمل هذا أيضًا اختراع قياس التداخل البحري، الذي استُخدم لربط النشاط الراديوي بالبقع الشمسية.
بدأ التصوير الروتيني للطيف الراديوي الشمسي في عام 1967 باستخدام مقياس كولجورا الطيفي الشمسي الراديوي، الذي استمر بالعمل حتى عام 1986. المطياف الرادوي الشمسي هو ببساطة مقياس تداخل مخصص لرصد الشمس. بالإضافة إلى كولجورا، تشمل الكواشف مقياس كلارك ليك ومقياس نانسي ومقياس نوبياما ومقياس غوريبيدانور ومقياس السيبيري والمقياس الصيني الطيفي. بالإضافة إلى ذلك، يمكن استخدام مقاييس التداخل المستخدمة في عمليات الرصد الفلكية الأخرى لرصد الشمس. تشمل التلسكوبات الراديوية ذات الأغراض العامة التي ترصد الشمس مصفوفة كارل جي بالغة الكبر ومصفوف مرصد أتاكاما المليمتري الكبير ومصفوفة مورشيسون وايدفيلد ومصفوفة التردد المنخفض.

## الآليات
تنتج جميع العمليات الموضحة أدناه ترددات راديوية تعتمد على خصائص البلازما التي ينشأ منها الإشعاع، وخاصة كثافة الإلكترونات وقوة المجال المغناطيسي. هناك عاملان في فيزياء البلازما مهمان بشكل خاص في هذا السياق:
تردد بلازما الإلكترون،

| {\displaystyle f_{p}={\sqrt {\frac {e^{2}n_{e}}{\pi {}m_{e}}}}\approx 0.009{\sqrt {n_{e}}}~{\textrm {MHz}}} | \| \| \| \| \| \| \| \| | (1) |
| |                         |     |
| |                         |     |
والتردد الدوراني الإلكتروني (الجيروي)،

| {\displaystyle f_{B}={\frac {eB}{2\pi {}m_{e}c}}\approx 2.8B~{\textrm {MHz}}} | \| \| \| \| \| \| \| \| | (2) |
|                                                                               |                         |     |
|                                                                               |                         |     |
حيث ne هي كثافة الإلكترون لكل سنتيمتر مكعب، وB هي شدة المجال المغناطيسي بوحدة جاوس (جي)، وe هي شحنة الإلكترون، وme هي كتلة الإلكترون، وc هي سرعة الضوء. تحدد الأحجام النسبية لهذين الترددين إلى حد كبير آلية الانبعاث المهيمنة في بيئة معينة. مثلًا، يهيمن الانبعاث الجيرومغناطيسي عالي التردد في الغلاف اللوني، حيث تكون شدة المجال المغناطيسي كبيرة نسبيًا، بينما تهيمن أشعة الشمس الحرارية منخفضة التردد وانبعاثات البلازما في الإكليل، حيث تكون شدة المجال المغناطيسي والكثافة عمومًا أقل ما هي عليه في الغلاف اللوني.

### انفجارات الراديو الشمسية
الانفجارات الراديوية الشمسية هي فترات قصيرة يرتفع خلالها الانبعاث الراديوي الشمسي فوق مستوى الخلفية. إنها إشارات لنفس العمليات الفيزيائية الأساسية التي تؤدي إلى الأشكال الأكثر شهرة للنشاط الشمسي مثل البقع الشمسية والتوهجات الشمسية والانبعاثات الكتلية الإكليلية. يمكن أن تتجاوز الانفجارات الراديوية مستوى إشعاع الخلفية بشكل طفيف فقط أو بعدة قيم أسية (مثلًا بمقدار 10 إلى 10000 مرة) اعتمادًا على مجموعة متنوعة من العوامل التي تشمل كمية الطاقة المنبعثة، ومعاملات البلازما للمصدر ونقطة الرصد والأوساط التي انتشر من خلالها الإشعاع قبل أن يُرصد. تُنتج معظم أنواع الانفجارات الراديوية الشمسية بواسطة آلية انبعاث البلازما التي تعمل في سياقات مختلفة، على الرغم من أن بعضها ناتج عن انبعاث (الجيروسكروترون) و/أو انبعاث السيكلترون الإلكتروني.